# Éloïse Vanryssel
Éloïse Vanryssel, née le 1er mai 1999 à Toulouse, est une escrimeuse française pratiquant l’épée,.

## Biographie
Éloïse Vanryssel est licenciée à l'Académie beauvaisienne d'escrime depuis 2019. Soutenue par le groupe Sanofi dans sa préparation aux Jeux olympiques de Paris 2024 et Los Angeles 2028.
Eloïse est sélectionnée en équipe de France junior pour les Championnats d’Europe juniors à Plovdiv en 2017, puis pour les Championnats d'Europe à Foggia en 2019 et Championnats du monde à Toruń ou elle remportera le titre par équipe,.
Plus récemment, Éloïse se classe 6ᵉ en individuel aux Championnats du monde seniors à Tbilissi. Elle s'incline d’une seule touche en quart de finale face à la future championne du monde, Vlada Kharkova, manquant de peu une médaille historique.
Quelques jours plus tard, elle est sacrée championne du monde 2025 par équipes,avec ses coéquipières Lauren Rembi, Marie-Florence Candassamy et Alexandra Louis-Marie. Cette victoire met fin à une disette de 17 ans pour l’épée féminine française. Les Bleues succèdent ainsi à Laura Flessel, Hajnalka Kiraly-Picot, Maureen Nisima et Sarah Daninthe, championnes du monde en 2008 à Pékin, lors du dernier podium mondial de l’épée dames.

## Palmarès

### Sénior
- Championnats du monde d'escrime
  -  Médaille d'or par équipes aux championnats du monde 2025 à Tbilissi[14]
  - Quart de finaliste (6ème place) aux championnats du monde 2025 à Tbilissi[9]
  -  Médaille de bronze aux championnats du monde militaire en 2022[15]

- Épreuves de coupe du monde
  -  Médaille de bronze par équipe à la coupe du monde de Marrakech[16],[17],[18]
  -  Médaille de bronze par équipes au glaive de Tallinn sur la saison 2022-2023[19]

- Jeux mondiaux universitaires
  - Quart de finaliste (6ème place)[20] au universiades d'été à Chengdu en 2023
- Jeux méditerranéens
  -  Médaille de bronze en individuel aux Jeux méditerranéens de 2022 à Oran[21],[22]

- Championnats de France
  -  Médaille de bronze en individuel Championnats de France d'escrime 2024[23],[24]
  -  Médaille d'or par équipe aux Championnats de France d'escrime 2024 Division 1 à Colmar[25]
  -  Médaille d'argent par équipe aux championnats de France 2022 Division 1 à Épinal[26],[27]
  -  Médaille d'argent par équipe aux championnats de France 2019 Division 1[26]

### U23
- Championnats de France
  -  Médaille de bronze en individuel aux championnats de France U23 en 2021[28],[29]

### Junior
- Championnats du monde juniors
  -  Médaille d'or par équipes aux championnats du monde juniors 2019 à Toruń[7],[8]

- Championnats d'Europe juniors
  -  Médaille d'argent par équipes aux championnats d'Europe juniors 2017 à Plovdiv[30]
  -  Médaille de bronze par équipes aux championnats d'Europe juniors 2019 à Foggia[31]

- Épreuves de coupe du monde junior
  -  Médaille de bronze à la Coupe du monde junior à Udine[32]

- Championnats de France juniors
  -  Médaille d'or par équipes aux championnats de France 2017[33]
  -  Médaille d'argent par équipes aux championnats de France juniors 2018[34]
  -  Médaille de bronze par équipes aux championnats de France juniors 2016[réf. nécessaire]

### Vidéographie

#### Partenaires
- Nos Athlètes : Eloïse Vanryssel, escrime
- Ambition Paris - Eloise Vanryssel (Escrime)

#### Sport et études
- Éloïse Vanryssel : le sport et l'alimentaire, des valeurs communes
- Sport et études : Le défi d’Éloïse Vanryssel

#### EngagementLGBTQIA+
- Femmes et sport : Le regard d’Éloïse Vanryssel